# 管惟炎
管惟炎（1928年8月18日—2003年3月20日），男，江苏如东人，中国物理学家。

## 生平
1957年毕业于苏联莫斯科大学物理系。1960年回国。历任中国科学院物理研究所所长，中国科学技术大学校长、研究生院院长，中国物理学会常务理事、秘书长。在执掌中科院物理研究所和中国科学技术大学期间推动了一部分制度改革。在学术上以低温物理、超导研究知名。
1980年，管惟炎转为中科院正式研究员，同年当选中科院院士。1981年5月，52岁的他出任中科院物理所所长，接替刚刚退休的施汝为。任内与中科院物理所等离子体研究室室主任陈春先发生冲突，焦点是陈春先参与创建的北京等离子体学会先进技术发展服务部。
1984年9月至1985年4月，管惟炎是中国科学技术大学代理校长，1985年4月正式接替严济慈成为第三任校长，直至1987年1月12日。在这二十八个月中，中央几次试图为中科大任命党委书记，都由于安徽合肥太偏僻而无人愿来，导致中科大实行了实质上的校长负责制。与管惟炎搭档管理学校的第一副校长是方励之（1984年9月17日—1987年1月12日在任）。他们的改革主要有三点内容：校长负责制下的教授治校、学生自治、提高知识分子待遇。这些措施与首任校长郭沫若提出的校训“红专并进，理实交融”形成鲜明对照，当时《人民日报》记者鹿舫却连发五篇文章给予称赞。
1986年底，科大引发八六学潮。管惟炎与方励之都认可学生的诉求，虽然不希望学生游行，但认为学生游行合法。12月6日管被选为安徽科协主席。1987年1月管与方同时被中共中央免职。管惟炎在乘火车离开合肥时，众多科大教师、学生去火车站送行，当局派人把管用汽车秘密送到安徽北部的蚌埠乘火车，以避免事端。
管惟炎后由中華民國行政院国家科学委员会延揽入台，任国立清华大学物理系教授。2001年回上海探亲，造访科大。在前往上海的途中因为拒绝提供学运人士名单被国安在蚌埠勒令立即离开中国大陆。2003年3月20日，在台灣台中市因车祸去世。
2002年，管惟炎教授接受当时国立清华大学出版社社长李雅明教授的采访。采访记录由何淑铃整理后成书，即《管惟炎口述历史回忆录》，由国立清华大学出版社于2004年出版，国立清华大学原校长沈君山作序。管惟炎在回忆录里提到，他的祖父母是地主，父母是商人，而他则背叛了自己的阶级去参加党的工作，在中共建政后一度成为红专典型，却在80年代重新投入中华民国的怀抱，并自称是“否定之否定”的例证。